# 太閤出世餅

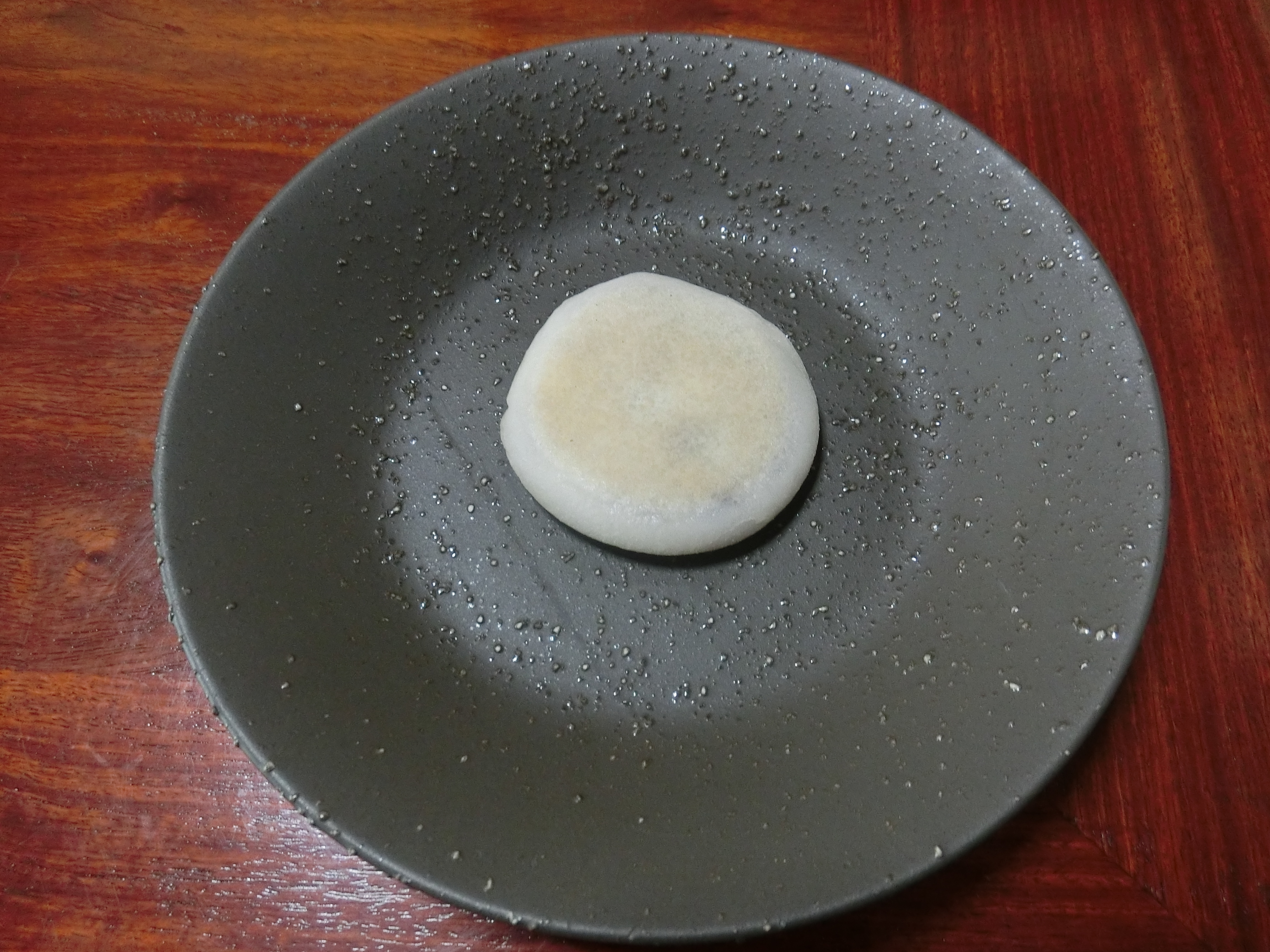
太閤出世餅

太閤出世餅（たいこうしゅっせもち）は、安土桃山時代から三重県伊勢市で製造販売されている銘菓。

## 概要
略して太閤餅とも言う。
太閤出世餅を生産販売する有限会社太閤餅は、三重県伊勢市宇治今在家町63に本店を置く、安土桃山時代の永禄8年（1565年）創業の企業である。

## 由来
太閤出世餅の名称の由来には諸説があるが、豊臣秀吉が伊勢神宮へ参詣時に、伊勢国国司の北畠氏が古市に設けた長嶺茶屋に立ち寄った際、焼餅を献じたところ、「美味也」と賞賛した故に、太閤餅と名付けたと『神都長嶺記』に記されている。販売店の公式サイトではこの説を採用している。神都長嶺記は寛政8年（1796年）に伊勢神宮の宮掌（神主）大内人秦定賢が、当時の人々の生活や文化及び故事来歴等を記した古文書である。
秀吉自らが店で出された餅菓子を焼いて食べたという説を紹介するものもある。この説によれば、主人のお供として度々伊勢を訪れていた秀吉が2本の竹で巧みに餅を焼いて見せ、参宮客の前で面白おかしく見せびらかして食べたのが始まりだという。太鼓のような焼き餅であることにちなむ説もある。『宇治山田市史』では「太鼓説」が最も有力とする。また、同書では遊客のお供に来た幇間（たいこもち）を待遇する際に供したから、という説も紹介する。

## 特徴
当初は、粒餡入りの三日月型の焼餅であったが、江戸時代に縁起をかついで丸型となった。同じ伊勢市内で生産販売されるへんば餅と同じく、丸型で焼き目が両面に付いた餅である。『宇治山田市史』では「大きさ二三寸程の煎餅の様に薄い餅」と記す。
もち米は佐賀県産、小豆は北海道十勝産のものを使用している。材料を厳選するとともに、当日の気温や湿度によって焼き加減を調節して販売する。形状は薄いが多少かたく、太閤餅本店員の一人はトースターやフライパンで少し温める事も提案している。
地元の伊勢では七五三参りの男児が買い求め、初詣の子ども向けの土産として定着している。